# Robin Givens
Robin Simone Givens (ur. 27 listopada 1964 w Nowym Jorku) – amerykańska aktorka filmowa, telewizyjna i teatralna, modelka.

## Życiorys

### Wczesne lata
Urodziła się w Nowym Jorku w rodzinie katolickiej, jako córka Ruth Roper (z domu Newby) i Reubena Givensa. Jej rodzice rozwiedli się, gdy miała dwa lata. Wychowywana była głównie przez matkę. Dorastała wraz z siostrą Stephanie w Mount Vernon i New Rochelle. 
Uczyła się grać na skrzypcach. Mając dziesięć lat brała udział w zajęciach aktorskich w nowojorskiej American Academy of Dramatic Arts. Ukończyła New Rochelle Academy, prywatną szkołę, która została zamknięta w czerwcu 1987. Jako piętnastolatka zapisała się na zajęcia do Sarah Lawrence College (absolwentka 1984) w Yonkers. Studiowała przez dwa lata medycynę na Harvard Medical School.

### Kariera
W wieku czternastu lat była obecna w scenie imprezy ciotki Emmy w musicalu Sidneya Lumeta Czarnoksiężnik z krainy Oz (1978) z Dianą Ross i Michaelem Jacksonem. Pracowała jako modelka dla Ford Agency w Nowym Jorku. 
W 1985 gościła na szklanym ekranie w jednym z odcinków popularnych w latach osiemdziesiątych sitcomach NBC: The Cosby Show z Billem Cosby - pt. „Theo and the Older Woman” jako Susanne i Diff'rent Strokes z Garym Colemanem - pt. „The Big Bribe” jako Ann. Rok później wystąpiła w roli April Baxter w telewizyjnym dramacie NBC Beverly Hills Madam (1986) z Faye Dunaway. Wówczas otrzymała najważniejszą w jej karierze telewizyjnej rolę, postać bogatej Darlene Merriman, w sitcomie Head of the Class, który stacja ABC nadawała przez pięć sezonów, w latach 1986-1991.
W komedii romantycznej Bumerang (1992) u boku Eddiego Murphy’ego zagrała postać Jacqueline Broyer. We wrześniu 1994 była na okładce magazynu „Playboy”. W maju 1995 znalazła się na 88. miejscu listy „100 najseksowniejszych gwiazd w historii kina” magazynu „Empire”. 
W styczniu 2000 pojawiła się w epizodzie w teledysku Toni Braxton „He Wasn't Man Enough”, jako żona oszukująca męża. Gościła w programie The Howard Stern Radio Show (2000). 
Wystąpiła w produkcji off-Broadwayowskiej Monologi waginy autorstwa Eve Ensler w nowojorskim Westside Theatre Downstairs (2000) i Canon Theatre w Beverly Hills (2001). W komedii Chrisa Rocka Przywódca – zwariowana kampania prezydencka (2003) wystąpiła jako Kim. Za rolę aktorki Kyndry Rossiter w dramacie CBS Żony Hollywoodu: Nowe pokolenie (Hollywood Wives: The New Generation, 2003) na podstawie powieści Jackie Collins z Farrah Fawcett, Melissą Gilbert i Jackiem Scalią zdobyła nominację do nagrody Black Reel. Od lutego do 16 kwietnia 2006 na Broadwayu grała rolę Roxie Hart w musicalu Chicago.

### Życie prywatne
W latach 1986–87 spotykała się z aktorem Bradem Pittem. 
7 lutego 1988 wyszła za mąż za boksera Mike’a Tysona. W maju 1988 poroniła. 14 lutego 1989 doszło do rozwodu. W 1993 Givens zaadoptowała syna Michaela. 22 sierpnia 1997 poślubiła instruktora tenisa Svetozara Marinkovića. Rozwiedli się 23 września 1998. Ze związku z Murphy Jensenem ma syna Williama (ur. 1999). Spotykała się z Howardem Sternem (2000 ), gospodarzem programu radiowego The Howard Stern Show.